# Lisette Jambel
Lisette Jambel, née le 13 mai 1921 à Étampes et morte le 15 décembre 1976 à Eaubonne, est une chanteuse de variétés française.
À 15 ans, Lisette Jambel remporte un premier prix à un crochet radiophonique organisé par Radio-Cité (1936). Après des débuts modestes au music-hall, elle connaît un énorme succès en 1946 avec Le Petit chaperon rouge (paroles de Françoise Giroud, musique de Louis Gasté). Dès lors elle interprète et enregistre diverses chansons, les unes destinées aux enfants, les autres au public du music-hall. Elle enregistre, entre autres, Premier verre de champagne, écrit par Charles Aznavour et Pierre Roche, le 25 octobre 1948 sur 78 tours.
Elle a aussi fait partie de La Famille Duraton (émission radiophonique dans les années 1950) auprès de Jean-Jacques Vital, Jean Carmet. Mariée trois fois dans le milieu de la chanson, elle meurt le 15 décembre 1976 à centre hospitalier d’Eaubonne à la suite de brûlures.

## Cinéma
- 1946 : Les Malheurs de Sophie de Jacqueline Audry
- 1951 : Folie douce de Jean-Paul Paulin
- 1952 : Son dernier Noël de Jacques Daniel-Norman
- 1961 : Quai Notre-Dame de Jacques Berthier

## Théâtre
- 1960 : Gigi de Colette, mise en scène Robert Manuel, Théâtre Antoine